# Municipio de Glencoe (Minnesota)
El municipio de Glencoe (en inglés: Glencoe Township) es un municipio ubicado en el condado de McLeod en el estado estadounidense de Minnesota. En el año 2010 tenía una población de 495 habitantes y una densidad poblacional de 5,72 personas por km².

## Geografía
El municipio de Glencoe se encuentra ubicado en las coordenadas 44°45′55″N 94°11′26″O / 44.76528, -94.19056. Según la Oficina del Censo de los Estados Unidos, el municipio tiene una superficie total de 86.51 km², de la cual 86,16 km² corresponden a tierra firme y (0,4 %) 0,35 km² es agua.

## Demografía
Según el censo de 2010, había 495 personas residiendo en el municipio de Glencoe. La densidad de población era de 5,72 hab./km². De los 495 habitantes, el municipio de Glencoe estaba compuesto por el 98,38 % blancos, el 0,2 % eran afroamericanos, el 1,01 % eran de otras razas y el 0,4 % eran de una mezcla de razas. Del total de la población el 2,83 % eran hispanos o latinos de cualquier raza.